# Alastor «Ull-foll» Murri
Alastor "Ull-foll" Moody és un personatge fictici de la saga Harry Potter, escrita per l'escriptora J. K. Rowling. Moody ha estat el millor auror dels últims temps.
Alastor Moody el caçador és ben reconegut per la seva audàcia. Quasi la meitat de la presó d'Azkaban els ha empresonat per ell això li falta una cama, un ull i mig nas. D'ençà que va deixar els aurors, porta de cap a la concelleria, ja que cada dos per tres veu Cavallers de la Mort.

## Característiques
A la saga, és un antic amic del director de Hogwarts, Albus Dumbledore. Membre de la casa Ravenclaw. Va ser auror actiu durant l'època de poder de Lord Voldemort, capturant molts cavallers de la mort per enviar-los a la presó d'Azkabán.A diferència d'altres aurors, ell sempre va tractar de capturar vius els cavallers de la mort que seguia, per això té el rostre ple de cicatrius, li falta una cama, part del nas i un ull. En reemplaçament d'aquest ull, té un màgic de color blau elèctric que li permet veure d'esquena, a través de les parets, de les capes invisibles i que té independència de l'altre, per això té el sobrenom de "Ull-foll", sumant això que els seus anys d'auror, ho van deixar amb un constant deliri de persecució.
Va ser professor del quart any de Harry en Defensa Contra les forces del mal, encara que al final s'aclareix que va ser reemplaçat físicament per un fidel cavaller de la mort, Barty Mauch Júnior, gràcies a la poció de la mutació
 que li havia estat robant a Snape. Per aquest motiu, passa el quart any dins del bagul de set panys, fins que ho alliberen.
Abans de començar el cinquè curs de Harry, Alastor el porta a la seu de l'Orde del Fènix a Grimmauld Place 12 per posar fora de perill després que Harry ha estat atacat per dementors, veient-se obligat a utilitzar l'encantament Patronus, el que gairebé causa la seva expulsió de Hogwarts.
Alastor Moody és membre de la segona Orde del Fénix i havia sigut membre de l'original.
En el sisè llibre apareix només al final, durant el funeral de Dumbledore.
El setè llibre és el "líder" de l'Orde i apareix bastant. El 27 de juliol de 1997, abans que Harry Potter compleixi els disset anys, Moody participa en la missió de protecció a Harry per portar-lo de Privet Drive a El Cau. El pla consistia que a través d'una poció de la mutació, altres membres de l'Ordre del Fénix obtinguessin l'aspecte de Harry per confondre als cavallers de la mort que possiblement els atacarien mentre volaven en escombres i vesprals. Moody era l'encarregat de protegir a un dels "falsos Harry", (Mundungus Fletcher). En plena missió, els cavallers de la mort els troben i ataquen, i Mundungus Fletcher pres pel pànic quan veu a lord Voldemort i es desapareix, deixant a Moody sol en la seva escombra. Llavors Voldemort llança la maledicció assassina, "obitus per supitum", i com Mundungus Fletcher es va desaparèixer, arriba a Moody, 
thumbnail
el mata i fa que el auror caigui des de la seva escombra a centenars de metres del terra. Després, Remus Lupin i Bill Weasley busquen el seu cadàver per la zona, però no el troben, ja que, com més tard descobreix Harry, els cavallers de la mort el van trobar abans i van cedir l'ull màgic d'Ull-foll a Dolors Umbridge per vigilar seu despatx.